# 홍성택

홍성택(Hong Sung-Taek, 洪成澤, 1966년 3월 13일 ~)은 대한민국의 산악인이자 탐험가 겸 수필가이다.
신장은 173cm이고 체중은 78kg인 그는 현재 내셔널지오그래픽 공식 탐험가로 활동 중이며, Defytime에 소속을 두고 있으며, 한국대학산악연맹 부회장 겸 등산아카데미 원장을 역임하고 있다. 1994년 스키도보탐험으로 남극점에 도달, 1995년 에베레스트 등정, 2005년 북극점에 도달함으로써 3극점(북극점,남극점,에베레스트 산 정복)에 성공하였으며, 2011년 그린란드 북극권 종단, 2012년 베링해협 도보횡단에 성공함으로써 세계 최초로 5극지를 모두 밟은 탐험가가 되었다. 현재 로체남벽원정대 대장으로써 3,300m의 수직벽인 로체남벽 등반을 통한 로체(8,516m)등정에 도전하고 있다. 2019년에는 영국 펭귄랜덤하우스 DK출판사의 책 "탐험가-세상에서 가장 위대한 도전가들의 놀라운 이야기"에 극지 탐험가 중에는 아시아 인중 유일하게 로알 아문센, 로버트 스콧, 에드먼드 힐러리 등 세계적인 탐험가들과 함께 소개되었다.

## 학력
현일중학교
현일고등학교
용인대학교 유도학 학사
고려대학교 대학원 체육교육학 석사

## 이력[2]
| 년도   | 등정/등반/탐험 내용                                 |
| ------ | --------------------------------------------------- |
| 2015년 | 로체남벽 등반                                       |
| 2014년 | 로체남벽 등반                                       |
| 2013년 | 로체 등반                                           |
| 2012년 | 베링해협 도보횡단 탐험 (2012년 2월 24일 ~ 2월 30일) |
| 2011년 | 그린란드 북극권 2500km 종단 (2011년 5월 ~ 7월 19일) |
| 2008년 | 에베레스트 남서벽 등반                              |
| 2007년 | 로체 남벽, 로체샬 등반                              |
| 2005년 | 북극점 스키도보극점 등정 (2005년 4월 30일)          |
| 2002년 | 푸모리 동벽 등반                                    |
| 1999년 | 로체 남벽 등반                                      |
| 1998년 | 타파피크6,800m 등정 (1998년 4월 18일)               |
| 1996년 | 안나푸르나 다울라기리 등반                          |
| 1995년 | 에베레스트 8,848m 등정 (1995년 10월 14일)           |
| 1995년 | 시샤팡마 8,026m 등정 (1995년 8월)                   |
| 1994년 | 남극점 스키도보탐험 극점 등정 (1994년 1월 10일)     |
| 1994년 | 푸모리 북동릉 등반                                  |
| 1993년 | 에베레스트 등반                                     |
| 1992년 | 칸뎅그리 7110m 등정 (1992년 8월 5일)                |

## 수상
2019년 월드스타 연예대상 스포츠부문 우수상
2011년 한국 탐험대상
1994년 대한민국 체육포장

## 저서
5극지(아무도 밟지 않은 땅), 드림엔, 2013.6.20 - 단행본
히말라야 등반이 체구성 성분에 미치는 영향, 고려대학교, 2001 - 학위논문(석사)